# キャタピラー東北
キャタピラー東北合同会社（キャタピラーとうほく）は、かつて存在したキャタピラージャパン合同会社の販売子会社・日本の都道府県労働局長登録教習機関。2016年10月1日をもって株式会社から合同会社化、2017年4月1日をもって、「キャタピラーイーストジャパン」・「キャタピラーウエストジャパン」と対等合併し、「日本キャタピラー合同会社」となった。

## 事業内容
フォークリフト運転者、不整地運搬車運転者、高所作業車運転者、ショベルローダー等運転者、車両系建設機械運転者、玉掛け作業者、ガス溶接作業者、締固め用機械運転者などの技能講習や特別教育を行っている。

## 事業所
- 宮城教習センター（所在地：宮城県岩沼市下野郷字西原5）
- 青森教習センター（所在地：青森市大字滝沢字下川原217-2）